# (34729) 2001 QJ42
2001 QJ42 (asteroide 34729) é um asteroide da cintura principal. Possui uma excentricidade de 0.06638700 e uma inclinação de 1.26671º.
Este asteroide foi descoberto no dia 16 de agosto de 2001 por LINEAR em Socorro.